# Volkswagen Group Sverige
Volkswagen Group Sverige er Volkswagen-koncernens repræsentant i Sverige med hovedsæde i Södertalje.
Svenska Volkswagen blev oprettet i 1948, da Scania fik agenturet for Volkswagen i Sverige. I 1968 blev et selvstændigt selskab oprettet under navnet Svenska Volkswagen AB. Hele selskabet blev i 2002 opkøbt af Volkswagen AG. Svenska Volkswagen står for salg og eftermarkedssupport for Volkswagen, Audi, SEAT, Škoda og Porsche i Sverige. Fra og med 2003 desuden Bentley og Lamborghini. 10. maj 2007 blev navnet ændret til Volkswagen Group Sverige.